# Apterichtus monodi
Apterichtus monodi är en fiskart som först beskrevs av Roux, 1966.  Apterichtus monodi ingår i släktet Apterichtus och familjen Ophichthidae. Inga underarter finns listade i Catalogue of Life.